# معركة شوالي كوت
```
وقعت معركة شاوالي كوت بالقرب من نهر أرغنداب في 
أفغانستان
 أثناء غزو 
أفغانستان
. في الثاني من ديسمبر 2001 ، بعد معركة مدمرة على الشارع، استولت القبعات الخضراء ومقاتلو الحرية الأفغان على بلدة شاوالي كوت، 
[
2
]
 لكن لم يتمكنوا من السيطرة على جسر فوق نهر أرغنداب، وهو بوابة إلى مركز 
طالبان
 الروحي في 
قندهار
. في تلك الليلة، شنت قوات 
طالبان
 هجومًا مضادًا كبيرًا، مما أدى إلى تراجع الأفغان. خلال الساعات الثماني التالية، دافعت القوات الأمريكية ضد التراجع. قام رقيب سلاح الجو الأمريكي اليكس يوشيموتو بتنظيم العديد من الضربات الجوية من مجموعة متنوعة من المقاتلين والقاذفات، مما أدى إلى إفشال حركة 
طالبان
 وإجبار العدو على التراجع.
```